# Astarte (gruppo musicale)
Le Astarte sono state un gruppo black metal greco formatosi ad Atene nel 1997, e composto da soli membri femminili.

## Storia del gruppo
Il gruppo ha iniziato a suonare nel 1995, con il nome di “Lloth”. La formazione era: Tristessa al basso e alla chitarra, Nemesis alla chitarra, Kinthia alla chitarra e alla voce e Psychoslaughter (Invocation) alla batteria (solo per la sessione di registrazione). Nel maggio del 1997 hanno registrato la prima demo, intitolata Dancing In the Dark Lakes Of Evil. Nel 1998, dopo aver cambiato il nome in Astarte, divengono famose nell'ambiente del metal estremo, pubblicando il primo disco ufficiale Doomed Dark Years. Due anni più tardi registrano il loro secondo disco intitolato Rise From Within, segnando una maggiore influenza di sonorità melodic death metal. Nel febbraio 2002 pubblicano Quod Superius, Sicut Inferius. Nel 2003 partecipano al Tribute to Celtic Frost con il brano Sorrows of the Moon. Lo stesso anno cambiano formazione: Tristessa al basso, chitarra e voce, Katharis alle tastiere e Hybris alla chitarra; nel 2004 incidono “Sirens”, disco che continua la svolta verso sonorità estreme iniziata con l'album precedente, che prosegue con Demonized, caratterizzato da sonorità tendenti al blackened death metal.
Il 10 agosto 2014 la cantante Tristessa (vero nome Maria Kolokouri) perde la vita a causa di una forma di leucemia che l'aveva colpita qualche mese prima. A seguito di questo avvenimento il gruppo si scioglie.

## Formazione

### Ultima
- Tristessa: voce (dal 2003), basso (dal 1995)
- Hybris: chitarra solista, chitarra ritmica (2003 - 2007) testi (dal 2003)
- Derketa: tastiere (dal 2008)
- Ice: batteria
- Lycon: basso

### Ex componenti
- Nemesis: chitarra (1995-2003)
- Kinthia: voce, chitarra (1995-2003)
- Katharsis – tastiera (2003–2008)
- Psychoslaughter – batteria (1995–1997)

## Discografia
- 1998 - Doomed Dark Years
- 2000 - Rise From Within
- 2002 - Quod Superius, Sicut Inferius
- 2004 - Sirens
- 2007 - Demonized